# Eleazar López Contreras
Eleazar López Contreras, född 5 maj 1883, död 2 januari 1973, var en venezolansk politiker. Han var Venezuelas president mellan 1935 och 1941.